# Арвеладзе, Реваз Юстинович
Рева́з Юсти́нович Арвела́дзе (груз. რევაზ არველაძე; 15 сентября 1969, Тбилиси, СССР) — грузинский футболист, полузащитник. С 2009 до 2015 года являлся генеральным секретарём Грузинской футбольной федерации.

## Карьера
Профессиональную карьеру начал в клубе 2-й лиги «Металлург» Рустави. В 1989 играл в дубле тбилисского «Динамо», забил 2 мяча.
После выхода грузинских команд из чемпионата СССР играл сначала за клуб «Мартве», а с 1991 — снова за «Динамо» Тбилиси, в чемпионате Грузии.
Весной 1994 играл в бундеслиге за «Кёльн». В «Кёльне» оказался после турне «Динамо» Тбилиси по Германии, где ярко проявил себя. Контракт был подписан в январе 1994 до конца сезона 1993/94, стоимость приобретения — 250 тыс. марок.
Летом 1994 года вернулся в Грузию, откуда довольно скоро перебрался обратно в Германию, но уже в клуб оберлиги «Теннис-Боруссия».
В сезоне 1996/97 играл в чемпионате Бельгии за «Мехелен».
Затем играл в клубах немецкой оберлиги «Хомбург» и «Рот-Вайсс» Оберхаузен.
В 2000 году стал самым молодым в истории тренером тбилисского «Динамо». В марте 2001 года стал президентом клуба. Однако уже в октябре покинул пост по собственному желанию в связи со сменой руководства клуба.
В 2003 года — старший тренер олимпийской молодежной сборной Грузии и главный тренер «Локомотива» Тбилиси.
В 2004 избран вице-президентом Федерации Футбола Грузии.
С 2009 — генеральный секретарь Грузинской футбольной федерации, в июле 2011 переизбран на этот пост

## Личная жизнь
Младшие братья Реваза Шота и Арчил также были футболистами. Футболистом также стал его сын Вато Арвеладзе. В 2019 году он дебютировал за сборную Грузии.
Дядей братьям Арвеладзе приходится Вахтанг Кикабидзе, тётей — Кети Долидзе.